# Royal Antwerpen Golf Club
Royal Antwerpen Golf Club är Belgiens äldsta golfklubb grundad 1888. Det är även den näst äldsta klubben på den europeiska kontinenten. Klubbens golfbana ritades av Willie Park Jr och Tom Simpson och räknas till Europas 100 bästa banor.[källa behövs]